# Reno (Nevada)
Reno egy város az Amerikai Egyesült Államok Nevada államában közel Kalifornia állam határához. Washoe megye székhelye és legnépesebb települése. A Sierra Nevada keleti lábánál fekszik, a Truckee folyó völgyében, körülbelül 37 kilométerre északkeletra a Tahoe-tótól. Jelmondata szerint "A világ legnagyobb kisvárosa", az Egyesült Államok nyolcvanadik legnépesebb települése, Nevadában a negyedik legnagyobb, a Las Vegas-völgyön kívül pedig a legnagyobb. Lakossága a 2020-as népszámlálás adatai szerint 264.165 fő. Nevét Jesse L. Reno tábornok után kapta.
Reno a Reno–Sparks agglomeráció része, amely Las Vegas után az állam második ilyen területe. A Nagy-Renóként is ismert területhez tartozik Washoe, Storey, és Lyon megye, Carson City, sőt a kaliforniai Placer és Nevada megyék egy része is.
A huszadik században rengetegen jöttek ide csak azért, mert a váeosban meglehetősen lazán kezelték a válópereket, így tömegesen mondták ki itt az emberek a válást. Manapság inkább a szerencsejáték és a közeli Tahoe-tó miatt érkeznek a turisták.

## Elhelyezkedése
Reno a Sierra Nevada hegység keleti oldalán helyezkedik el mintegy 1300 méterrel a tengerszint felett. A város 70 kilométerre északra található az állam fővárosától, Carson Citytől, félúton a tőle délnyugatra fekvő Tahoe-tó és az északkeletre lévő Pyramid-tó között. Reno összenőtt a keleti szomszédjával, a 90 000 lakosú Sparksszal. Az agglomeráció nyugati oldala határos a Tahoe Nemzeti Erdővel.

## Közlekedése

### Közút
Reno a San Franciscót New Yorkkal összekötő 80-as szövetségi autópálya és a 395-ös szövetségi országút találkozásánál fekszik.

### Vasút
A települést napi egy pár California Zephyr néven futó Amtrak távolsági vonatjárat érinti.

### Légi
Légiközlekedését a Reno–Tahoe Nemzetközi Repülőtér biztosítja.

## Gazdaság
Minden évben Renóban bocsátják árverésre a Mexikó Sonora államához tartozó Tiburón-szigeten történő kanadaivadjuh-vadászat jogát, amely általában 60 000–100 000 dollár közötti értékben kel el, a bevétel nagy része az ott őshonos szeri indiánokhoz kerül. Évente legfeljebb 5 vadászt engednek be a szigetre, és őket is csak a téli hónapokban.

## Híres szülöttei
- Kristoffer Polaha